# Assol
Kateryna Ihorivna Taranenko née Humenyuk (em ucraniano:  Катерина Ігорівна Тараненко; nascida em 4 de julho de 1994), conhecida profissionalmente como Assol (em ucraniano:  Ассоль), é uma cantora ucraniana. Em 2016, ela participou na edição ucraniana do The Voice.